# Daigo Kobayashi
Daigo Kobayashi (小林 大悟, Kobayashi Daigo, Fuji, 19 februari 1983) is een Japans voetballer die als middenvelder speelt bij Birmingham Legion.

## Clubcarrière
Kobayashi begon zijn carrière bij Tokyo Verdy, waar hij in 2004 de Emperor's Cup en in 2005 de Super Cup won. Na degradatie van Tokyo Verdy tekende Kobayashi bij Omiya Ardija. In 2009 werd hij verhuurd aan Stabæk. Zijn debuut maakte hij op 8 maart 2009 tegen Vålerenga in de Noorse Superfinalen. De wedstrijd werd met 3-1 gewonnen door Stabæk. Kobayashi maakte in de wedstrijd met een vrije trap een doelpunt.
Op 27 januari 2010 tekende hij bij Iraklis Thessaloniki. Na veertien wedstrijden bij de Griekse club vertrok hij naar Shimizu S-Pulse. In januari van 2013 onderging hij een succesvolle stage bij Vancouver Whitecaps. Hij maakte zijn MLS-debuut op 2 maart 2013 tegen Toronto FC en gaf in die wedstrijd een assist. Zeven dagen later maakte hij tegen Columbus Crew zijn eerste doelpunt. Aan het eind van het seizoen stuurde Vancouver hem naar New England Revolution.

## Japans voetbalelftal
Daigo Kobayashi debuteerde in 2006 in het Japans nationaal elftal en speelde 1 interland.

## Statistieken
| Japans voetbalelftal | Japans voetbalelftal | Japans voetbalelftal |
| Jaar                 | Wed.                 | Dlp.                 |
| -------------------- | -------------------- | -------------------- |
| 2006                 | 1                    | 0                    |
| Totaal               | 1                    | 0                    |